# Evangelische Kirche (Wohnfeld)

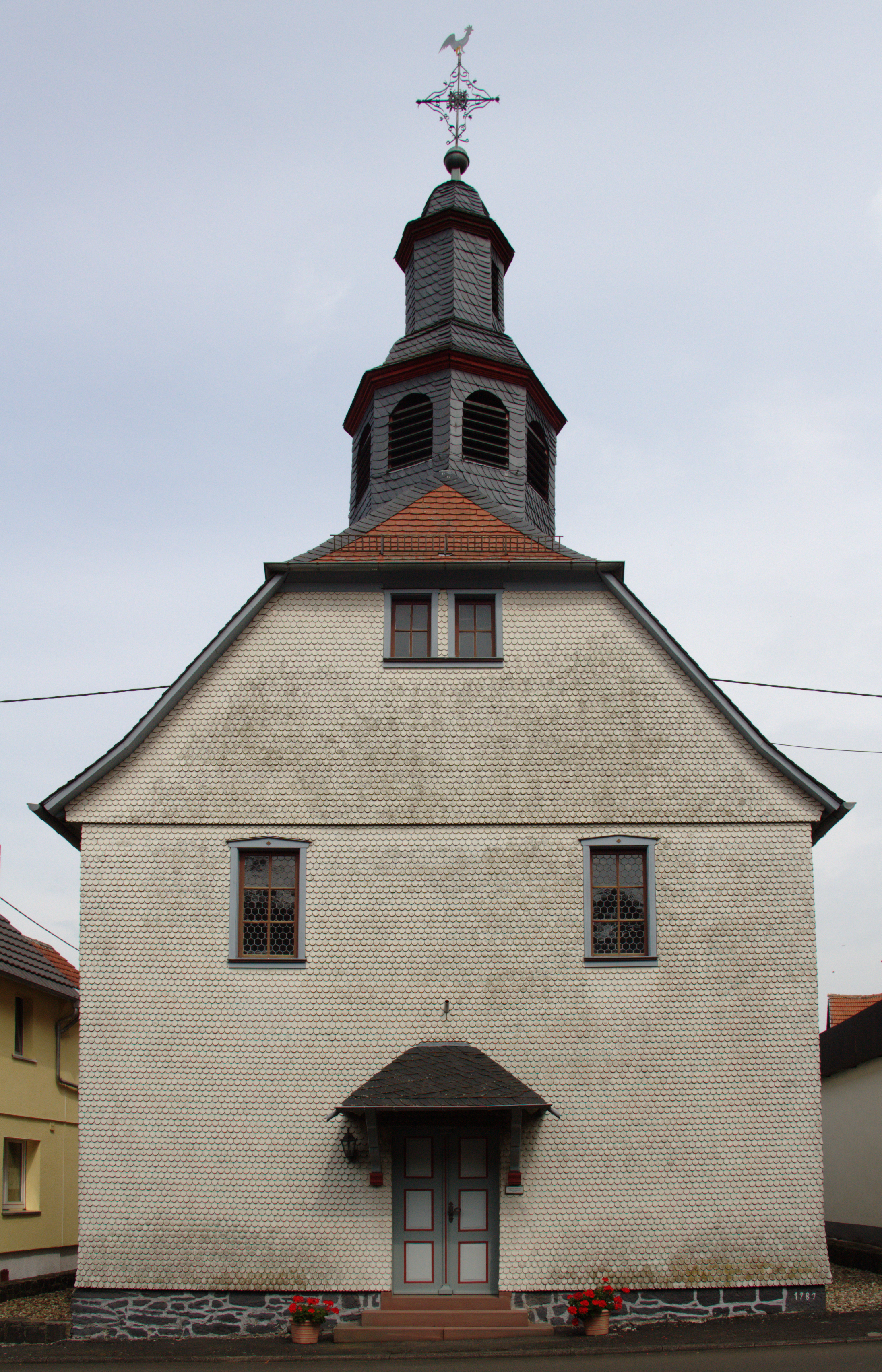
Evangelische Kirche in Wohnfeld

Die Evangelische Filialkirche Wohnfeld ist ein denkmalgeschütztes Kirchengebäude, das in Wohnfeld steht, einem Ortsteil der Stadt Ulrichstein im Vogelsbergkreis in Hessen. Sie gehört zur Pfarrkirche Bobenhausen II im Dekanat Büdinger Land in der Propstei Oberhessen der Evangelischen Kirche in Hessen und Nassau.

## Beschreibung
Die Fachwerkkirche wurde 1785–1787 nach einem etwas abgeänderten Plan von Johann Helfrich von Müller erbaut. Das verschindelte Kirchenschiff hat im Osten einen dreiseitigen Abschluss. Aus dem Satteldach erhebt sich im Westen ein achteckiger, schiefergedeckter Dachreiter, hinter dessen Klangarkaden sich der Glockenstuhl befindet. Darauf sitzt eine niedrige glockenförmige Haube, die von einer Laterne gekrönt wird.
Der Innenraum hat vierseitige Emporen aus der Bauzeit. Die Orgel mit sieben Registern, einem Manual und einem Pedal wurde im 18. Jahrhundert von einem unbekannten Orgelbauer gebaut.